# Beni Ouarsous
Beni Ouarsous è un comune dell'Algeria, situato nella provincia di Tlemcen.